# Le Journal de Mourréal
Le Journal de Mourréal (2012-2019) était un média d'information parodique québécois (similaire au site américain The Onion ou Le Gorafi en France) qui imitait le style sensationnaliste du quotidien Le Journal de Montréal.

## Historique
Fondé en 2012, le journal satirique apparaît d'abord sur Facebook sous la forme d'images parodiant les unes du Journal de Montréal. En octobre 2013, le site www.journaldemourreal.com prend vie avec l'objectif d'offrir des textes satiriques parodiant le style sensationnaliste et tabloïd du Journal de Montréal. Avec plus de 150 000 abonnés Facebook, le Journal de Mourréal est de loin le site de nouvelles satiriques québécois le plus populaire sur les réseaux sociaux.    

## Poursuite de Québecor Média
Le 7 juillet 2016, l'entreprise Québecor Média (QMI) dépose une injonction contre le distributeur Janick Murray-Hall en invoquant un risque de confusion entre les deux appellations,. C'est à cette date que l'identité du créateur et administrateur principal du site parodique, Janick Murray-Hall, auparavant connu seulement de son pseudonyme, Bob Flanagan, devient publique. Le co-rédacteur en chef, Olivier Legault, alias Suzanne Lachance, dévoilera lui aussi son identité quelques jours plus tard lors d'entrevue sur les ondes de Radio-Canada et de CBC.
Le 12 juillet, le site parodique lance une campagne de socio-financement afin d'amasser des fonds pour entreprendre le combat juridique contre Québecor. Malgré un soutien important de la population envers la cause, des problèmes avec Paypal, qui plafonne le montant des dons à mille dollars par jour, empêcheront l'équipe du Journal de Mourréal d'amasser les sommes nécessaires pour continuer le combat juridique qui s'annonce.

### Mort-résurrection du Journal de Mourréal
Le 17 juillet 2016, le rédacteur en chef du Journal de Mourréal annonce la mort du Journal de Mourréal. « Je capitule !!! Les forces du mal ont vaincu !!! Et oui, je concède la victoire à l'empire Quebecor avant de finir complètement cinglé dans un asile psychiatrique », a écrit le gestionnaire du site sur la page Facebook du Journal de Mourréal, expliquant être étouffé par les frais juridiques.
Le 19 juillet 2016, Mike Ward annonce qu'il offrira les recettes de son spectacle-bénéfice pour la liberté d’expression à l'équipe du Journal de Mourréal à condition qu'ils décident de reprendre le combat afin qu’il puisse payer les frais d’avocats nécessaires pour affronter dignement Québécor et son empire.
Le 29 août 2016, le chansonnier Mononc' Serge annonce un concert bénéfice à l’Espace Public le 24 septembre avec, en première partie, Maxime Gervais. L’intégralité de sommes recueillies par la vente des billets sera versée à la campagne de socio-financement du site .

### Devant l'OMPI
Le 5 septembre 2016, le Journal de Mourréal gagne une première manche contre QMI. « Le Centre d’arbitrage et de médiation de l’Organisation mondiale de la propriété intellectuelle (OMPI), une institution spécialisée des Nations unies, a rejeté lundi la plainte déposée par Média QMI. Le nom de domaine journaldemourreal.com peut donc continuer d’exister ». 
« Dans sa décision, l’OMPI a donné raison à Média QMI sur deux de ses trois critères. Le commissaire de la Commission du droit d’auteur du Canada, Nelson J. Landry, expert unique dans le litige, a établi que Le Journal de Mourréal a un nom de domaine qui prête à confusion avec celui du Journal de Montréal et que le site parodique a un usage commercial. Au troisième critère, qui concerne « l’usage de mauvaise foi » d’un nom de domaine, Me Landry s’est abstenu de trancher ». « Au vu la complexité de ce dossier, et de la difficulté de décider si la parodie est présente et notant que la Cour supérieure du Québec a été saisie par le requérant [Le Journal de Montréal] sur ce point et que les deux parties résident au Québec, la Commission administrative a décidé de ne pas se prononcer [sur le troisième critère] », a-t-il écrit .
« La plainte du Journal de Montréal a donc été rejetée parce qu’elle n’a pas rempli les critères des trois principes directeurs du règlement de l’OMPI », relate l'article du Devoir .

### Devant la Cour supérieure du Québec
Le 1er avril 2019 s'amorce le procès de Québecor contre le Journal de Mourréal devant la juge Micheline Perrault de la Cour supérieure du Québec, pour « usage illégal d'une marque de commerce ». Le 4 avril 2019, la cour entend le témoignage inattendu de la journaliste Anne-Marie Dussault qui se présente comme une victime d'une fausse nouvelle publiée par le Journal de Mourréal qui aurait été prise au sérieux par l'ex-premier ministre Bernard Landry.
Dans son jugement, rendu le 21 mai 2019, la juge conclut que Janick Murray-Hall contrevient à la Loi sur les marques de commerce. Elle écrit : « Le Journal de Mourréal a été conçu pour imiter l'apparence générale des publications diffusées sous la marque Le Journal de Montréal ». La juge condamne le fondateur du journal satirique à verser 23 500 $ à Média QMI et lui ordonne de cesser d'utiliser le nom et logo Le Journal de Mourréal.
L'un des deux cofondateurs du site, Olivier Legault, affirme d'abord qu'ils feront appel de cette décision. Dans la tourmente, la page Facebook est rebaptisée « Le Journal de Marde » et le logo controversé est retiré du site internet.
Enfin, Janick Murray-Hall laisse tomber et déclare : « Dans le dossier de la poursuite en injonction m’opposant au Journal de Montréal, j'ai informé MédiaQMI inc. de mon intention de renoncer à en appeler du jugement rendu par la Cour supérieure du Québec le 21 mai dernier et qui m’ordonnait de cesser d’utiliser le nom « Journal de Mourreal ». Par conséquent, je reconnais la position de MédiaQMI inc. quant à la protection de la marque de commerce du Journal de Montréal. Je m’engage donc à cesser d'utiliser le nom « Journal de Mourreal » et à transférer ce nom de domaine à MédiaQMI inc. »

## Dans la presse
Certains des articles du site satirique ont été pris au sérieux et considérés comme contenant de véritables informations, dont certaines ont eu un écho dans la presse traditionnelle.
Le 5 mai 2014, le journal français Le Figaro reprend un canular du site satirique. « Le site avait publié une nouvelle complètement loufoque à l'effet que Gaétan Barrette s'était engagé à perdre 100 kg pendant son mandat et Le Figaro a repris l'information le plus sérieusement du monde », commente Sophie Durocher, chroniqueuse au Journal de Montréal.
Le 20 mai 2014, le Journal de Montréal et le Journal de Québec reprennent une fausse nouvelle concernant « Un vaccin contre l’homosexualité découvert par des scientifiques russes » du journal satirique Nord Presse, qui lui avait repris (sans autorisation) la nouvelle du journal satirique World News Daily Report, la version anglaise du Journal de Mourréal. 
Le Journal de Mourréal s'est notamment fait remarquer sur la scène internationale en bernant la mairesse de Paris, Anne Hidalgo, avec un photomontage montrant Justin Trudeau et Thomas Mulcair s'embrassant « pour lutter contre l'homophobie », après la tuerie dans une discothèque d'Orlando en Floride.